# Michel Virlogeux
Michel Virlogeux (La Flèche, 7 de julho de 1946) é um engenheiro civil francês especialista em construção de pontes, conhecido como construtor do viaduto de Millau, que projetou juntamente com Norman Foster.